# Anne Cassidy
Anne Cassidy, (née en 1952 à Londres) est une écrivaine britannique. Elle est plus connue pour avoir écrit L'affaire Jennifer Jones et plus récemment pour Judy portée disparue.

## Biographie
Anne Cassidy est née à Londres en 1952 et a enseigné durant quelques années avant de se tourner vers l'écriture à temps plein. Elle a écrit beaucoup de livres pour adolescents et se concentre sur des histoires et récits à suspense. Elle est passionnée par les romans policiers. Ce qui l'intéresse n'est pas de découvrir qui est le coupable, mais de trouver les causes du meurtre qui a été commis, et surtout les conséquences de cet événement sur la vie des gens ordinaires. Son livre "Looking for J.J." ("L'affaire Jennifer Jones" en français) a gagné le Prix du meilleur livre pour adolescents 2004 en Angleterre. Il a aussi été sélectionné pour le Carnegie Medal et le Whitbread Children's Book Awards, les deux prix les plus prestigieux (adulte et jeunesse) en Angleterre.
Ses auteurs préférés sont Ruth Rendell, Sue Grafton et Lawrence Block.

## Œuvre

### Romans

#### SérieLes Enquêtes de Patsy Kelly
- Un frère bien sous tous rapports (1999)
- Rendez-vous nocturne (1997 en VO) - juin 1998 en VF aux Editions J'ai lu n° 4922
- Mort accidentelle (1997)
- Pas de temps à perdre (1997)
- Sans issue (1996 en VO) - juin 1997 en VF aux Editions J'ai lu n° 4533
- Voie de garage (1997)
- Affaire de famille ( 1995 en VO ) - mai 1997 en VF aux Editions J'ai lu n° 4522

#### Autres romans
- Judy portée disparue (2002 en VO) - avril 2007 en VF
- L'affaire Jennifer Jones (2004 en VO) - 2006 en VF
- Innocents